# Samia walkeri
Samia walkeri är en fjärilsart som beskrevs av Felder 1862. Samia walkeri ingår i släktet Samia och familjen påfågelsspinnare. Inga underarter finns listade.